# Ctenucha rubicunda
Ctenucha rubicunda là một loài bướm đêm thuộc phân họ Arctiinae, họ Erebidae.